# Interfacedesign
Das Interfacedesign (aus dem englischen interface design entlehnt, für „[die] Schnittstellengestaltung“) ist eine Disziplin des Designs, die sich mit der Gestaltung von Benutzerschnittstellen zwischen Mensch und Maschine beschäftigt. Dafür werden die Bedingungen, Ziele und Hindernisse dieser Interaktion sowohl von menschlicher als auch von technischer Seite erforscht und später – soweit möglich – auf den Menschen hin optimiert.
Ziel des Interfacedesigns ist eine Anwenderschnittstelle, die so gestaltet ist, dass ein möglichst breiter Kreis von Nutzern eine optimale Wunsch-/Bedürfnis-/Zielerfüllung durch angemessene Handlungsschritte erfährt.
Während sich Designer übergreifend im Zuge der Interaktionsgestaltung (engl.: Interaction Design) eingehend mit dem Verhalten und der Konzeption (Nutzungsszenarien) eines Produkts beschäftigen, geht es im Interfacedesign um die konkrete Gestaltung, wenn auch nicht nur visuell, einer Schnittstelle. Beide Disziplinen sind schwer voneinander zu trennen, die Grenzen sind fließend, denn jeder Interaktionsdesigner gestaltet meist im Laufe des Prozesses eine grafische Schnittstelle. Typische Arbeitsfelder von Interfacedesignern sind Softwaredesign, Usability-Forschung, Webdesign oder Produktdesign.
In der Definition des Begriffes begrenzt Jef Raskin die Bedeutung nicht nur auf die Gestaltung grafischer Benutzeroberflächen (GUI), sondern nutzt den mit Interface bezeichneten Begriff stellvertretend für eine „Schnittstelle zwischen Mensch und Maschine oder Mensch und Computer“. Eine Spracherkennung ist demnach ebenfalls ein Interface. Konkret sagt er: „Ein Interface bezeichnet nämlich die Art und Weise, wie ein Produkt eine bestimmte Aufgabe ausführt – also was der Benutzer tun kann und wie das System darauf reagiert“ In dieser Bedeutung wird der Begriff, welcher auch mit dem ins Deutsche lehnübersetzten „Schnittstellengestaltung“ bezeichnet wird, eher gerecht, da damit der Schwerpunkt nicht ausschließlich auf der visuellen und grafischen Gestaltung liegt.
Eine gelungene Abgrenzung der Begrifflichkeiten Interfacedesign und Interactiondesign ist die Betrachtung des Interactiondesigns als Gestaltung eines Prozesses, während das Interfacedesign der Gestaltung eines Endprodukts am nächsten kommt.

## Arbeitsfeld
Die Interaktion mit einer Bedienoberfläche – zumeist ein Bildschirm, aber auch mit Automaten oder etwa Maschinen – soll vom Interaktionswunsch des Nutzers über angelegte Rückkopplungsmechanismen (Ein- und Ausgabe von Daten per Tastatur/Steuerung/gezielter Handlung) in angemessener Zeit zu einem abgeschlossenen und sinnvollen Ergebnis führen. Ein wichtiger Aspekt hierbei ist, dass der Nutzer bei der Interaktion ein möglichst positives Anwendungserlebnis User Experience erfahren soll.
Das weitaus größte Feld innerhalb des Interface-/Interaktionsdesigns ist die Interaktion mit einem Computer. Hier ist Interfacedesign ein Teilbereich der Mensch-Computer-Interaktion. Ziel ist das optimale Finden, Bewerten, Verändern und Speichern von Information, die der Nutzer innerhalb eines digitalen Wissensraumes (Webseite, Datenbank, Programm, Angebote aller Art) vornimmt. Dabei werden konzeptionelle (mess- und steuerbare, „harte“), sowie ästhetische (individuelle, „weiche“) Aspekte der Interaktion berücksichtigt. In der Praxis werden dafür üblicherweise schon während der Entwurfsphase Tests an der jeweiligen Zielgruppe durchgeführt.
Interfacedesign kommt in den unterschiedlichsten Bereichen zur Anwendung.
Einige der wichtigsten Branchen und Anwendungsgebiete sind:
- Automotive
  - InCar-HMI und Navigationsgeräte
  - Fahrerassistenzsysteme
  - Fahrzeug-Personalisierung
  - Verkehrsleit- und Telematiksysteme
  - Automotive Engineering Systeme
  - Prüfstand- und Mess-Systeme
  - Produktionssysteme für Automotive
  - Steuerungen für Spezialfahrzeuge

- Consumer
  - Mobile Geräte (Handy, Tablet, Navi, MP3-Player, Apps)
  - Home Entertainment (TV, Smart TV, Spielkonsolen, Media Center)
  - Haus- und Küchengeräte (Weiße Ware)
  - Home Automation (Haussteuerung, vernetztes Wohnen, Assisted Living, Hausroboter)

- Enterprise
- Industry
- Medical & Pharma

Insbesondere in der Medizintechnik kommt zur Ästhetik noch die Sicherheit der medizinischen Geräte als weiterer Faktor hinzu. Fehlbedienungen an Medizintechnik zählen zu den häufigsten Ursachen von Unfällen im Gesundheitswesen. Das Deutsche Institut für Normung hat in der DIN-Norm EN 60601-1-6 allgemeine Festlegungen für die Sicherheit definiert.

## Geschichte
Interfacedesign ist eine junge Disziplin, deren Geburtsstunde mit dem Ende der textgesteuerten Computersteuerung, und dem Beginn von visuellen Anwenderschnittstellen einherging (Arbeiten mit der Maus; grafische Darstellung von Inhalten; siehe auch Benutzeroberfläche des Apple Macintosh ca. 1980). Mit der Zunahme von Bildschirmarbeitsplätzen entstand der Begriff der Software-Ergonomie, der seit 2000 in Deutschland per Gesetz oder bei Software-Herstellern in internen Entwicklungsrichtlinien fixiert ist.
Das Internet mit seiner weltweiten Verbreitung ab Ende der 90er Jahre brachte den Begriff der Usability, unter dem zunächst Privatpersonen (Jakob Nielsen) das neue Medium auf Gebrauchstauglichkeit durch heterogene Benutzergruppen untersuchten. Der fortschreitende weltweite Einsatz und die Akzeptanz von digitalen Angeboten, verbunden mit ihrer hohen Interaktivität, führten zur gegenwärtigen universitären und kommerziellen "Usabilityforschung", die strukturiert Problemfelder in der Mensch-Maschine-Interaktion untersucht.

## Nomenklatur
Zu unterscheiden sind in jedem Fall die Begriffe Interactiondesign und Interfacedesign, auch, wenn beides ineinander übergeht.
Mit dem Begriff Interfacedesign wird der Schwerpunkt auf die sinnvolle Gestaltung von interaktiven Oberflächen gelegt. Diese können aber nur dann erfolgreich sein, wenn man die involvierten Nutzer, Daten und Ziele des zu untersuchenden Prozesses kennt, und diese mit einbezieht. Der Begriff „Schnittstelle“ impliziert jedoch die Konzentration auf die interaktiven Bedienelemente für ein interaktives Produkt. Kurz: Der Schwerpunkt liegt auf Oberfläche und Informationsdarstellung, unter Berücksichtigung einer dynamischen Umgebung.
Das Interfacedesign ermöglicht den Dialog zwischen dem User und der Maschine, zwischen Sender und Empfänger. Dies gilt für analoge wie auch für digitale Geräte. Die Fragestellung nach dem „Was?“ oder „Wie?“ wird aufgeklärt. „Was ist es? Wie funktioniert es? Wie ist es zu bedienen?“
Dabei ist ein Interface mehr als lediglich eine Maschine oder ein Produkt. Es stellt eine Situation dar und repräsentiert eine interaktive Wechselbeziehung zwischen Mensch und Maschine. „Dabei geht es aber vielmehr um das Antizipieren von Verhaltensformen und Bedürfnissen und den Erwartungen, die ein Anwender an ein Produkt richtet. Interfacedesign dient nicht nur dazu, Kommunikation und Information auf Basis einer formalen Gestaltung zu ermöglichen, sondern auch dazu, selbst Verhalten auszulösen und dynamisch darauf reagieren zu können. Interfacedesign wird dann über die Information und den Dialog hinaus zur Erlebnisumgebung und kann wesentlich dazu beitragen, dass ein Produkt und sein Interaktionsangebot vom Anwender im Idealfall als ein am Menschen orientiertes System wahrgenommen wird.“
Beim Begriff Interaction Design ist das generelle Interaktionskonzept gemeint, das hinter der Oberfläche liegt. Die Betrachtung ist ganzheitlich – es wird nicht für ein bestehendes Produkt eine Schnittstelle zum Benutzer definiert, sondern das Produkt wird aus der gewünschten Interaktion heraus neu erdacht. Hierfür sind anschließend natürlich auch interaktive Schnittstellen vonnöten, ohne die diese Prozesse nicht erfolgreich sein können. Kurz: Schwerpunkt Nutzungsszenarien und -prozesse, dynamische Umgebung und Informationstransport, unter Berücksichtigung der dafür notwendigen Interaktionselemente.
Das Interactiondesign beschreibt den Funktionsweg und die Art und Weise, wie der User angeregt wird, zu agieren und zu interagieren. Die Fragestellung nach dem „Auf welchem Weg?“ wird kommuniziert und wirkt sich wesentlich auf die Wahrnehmung des Inhaltes aus. „Die funktionalen Aspekte der interaktiven Arbeit sind nicht Selbstzweck, sondern essentieller Bestandteil des Inhaltes und des gesamten Designs. Das Interaction Design kann beim User neue Erfahrungen ermöglichen und neue abrufen.“